# 雲旭樓
23°41′44″N 120°32′15″E / 23.695514°N 120.537478°E
雲旭樓，是位於臺灣雲林縣斗六市龍潭里雲林科技大學的教學大樓，原為雲林國中教室，因屬於1968年建的九年國民義務教育臺灣省國民中學教室，而以縣定古蹟保留。

## 外觀
1968年到1969年，王濟昌為九年國民義務教育設計的國中校舍建築，摺版型式屋頂是其特徵，為屋頂皆會有正立面的三角型，俗稱「波浪式屋頂」。設計理念是以摺版來表現出中華民國國旗的光芒，並跳脫水泥結構的剛硬印象，且也可散熱、通風、排水。到21世紀初臺灣，像是雲旭樓這種3層樓的摺版型式屋頂已少見。

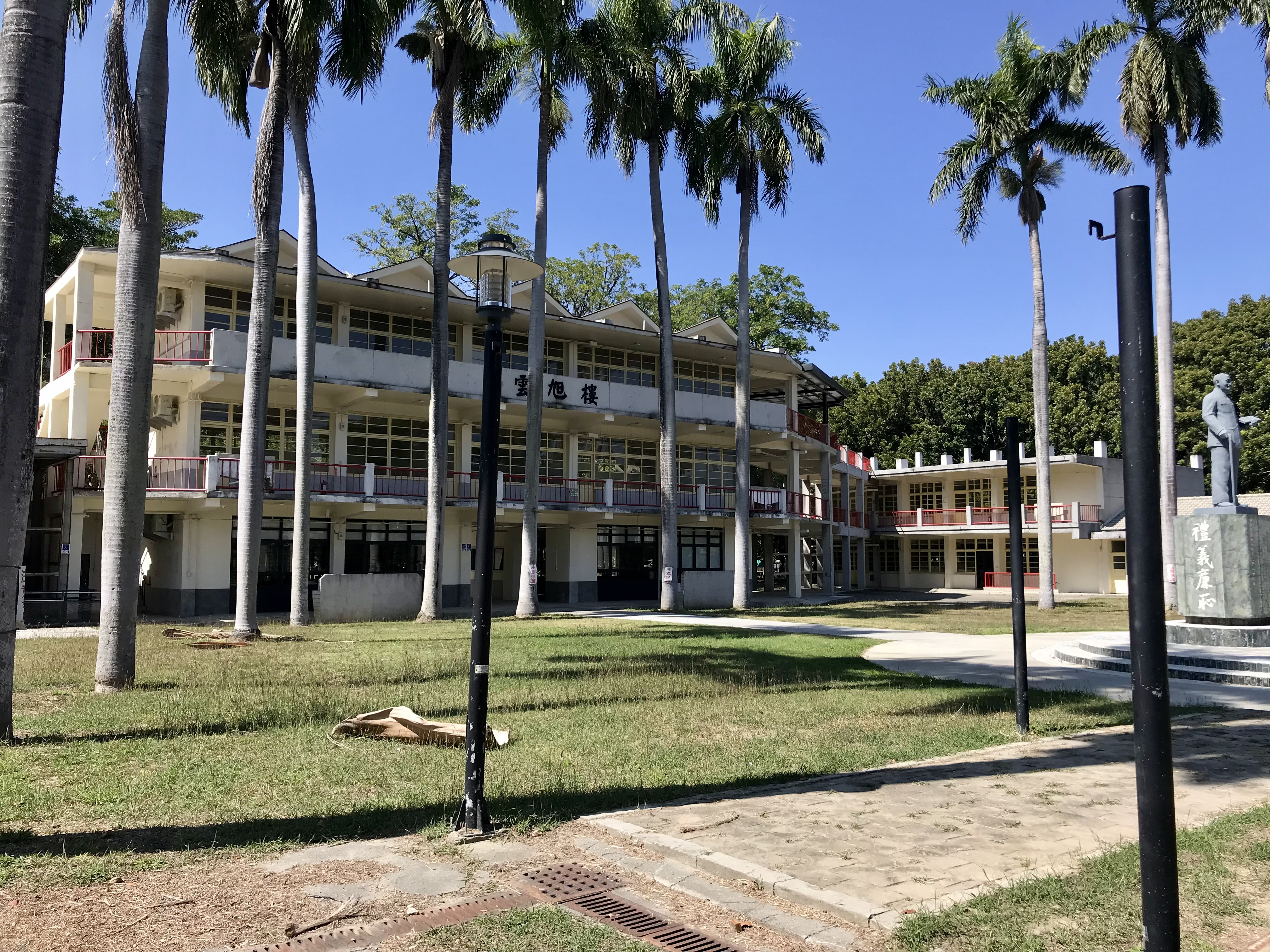
前庭

這類建築還會有中庭可供設置孫中山、蔣中正、或孔子銅像。如雲旭樓前的蔣中正塑像是1975年設立，並刻寫蔣公遺囑。
在使用上，雲旭樓一樓作為訓導處跟教務處等，二樓作圖書室與校長室、三樓主要是教室。由於教室走廊採取懸臂、單側沒有柱子支撐，在構造上不耐地震。
雲旭樓周圍種植16棵與建校同年的大王椰子樹，在2009年已高達5層樓高。

## 歷史

### 由來
1968年3月29日，臺灣省政府教育廳副廳長林清輝主持的台灣省實施九年國民教育新建國民中學校舍工程人員研討會上，決定各縣市新建國中校舍一律採用成功大學建築系主任王濟昌的設計作標準。4月11日，雲林縣的國中校舍集體招標。4月25日，集體動工。建造雲林國中校舍（雲旭樓）時，因校地為凹地且周圍為台糖蔗田，台糖還特定拉鐵軌以廢棄土填地。省教育廳長潘振球於7月31日來斗六視察國中校舍的興建情形，當面嘉獎縣長廖禎祥興建校舍快速。8月1日，雲林國中成立，指派廖獻章為首任校長。1969年9月初，雲林國中校舍全數完工。

### 保留

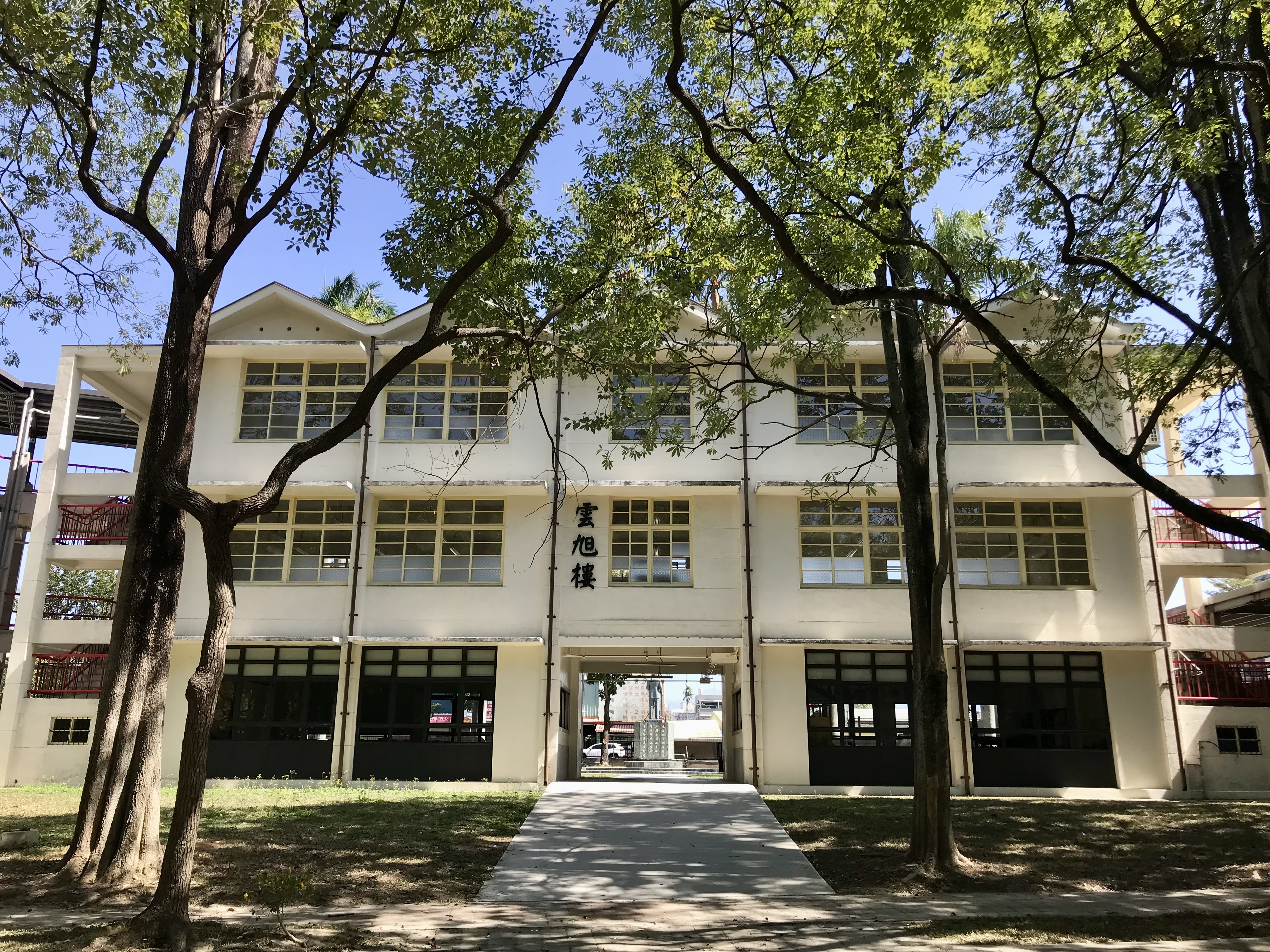
後側

1989年，雲林科技大學（雲科大）要用雲林國中原校地建校時，雲科大校長張文雄口頭約定會保留雲林國中創校時的舊校舍大樓。2001年8月1日，張文雄校長任期屆滿，交由新任校長林聰明。2003年，雲科大將此舊校舍取名為「雲旭樓」。
2009年，雲科大計畫於7月拆除雲旭樓、砍除周邊椰子樹，以建造7層樓高的台灣文化資產暨綜合教學大樓，引起雲林國中校友張妙祝發動搶救行動。5月17日，雲林國中首任校長廖獻璋、國立自然科學博物館研究員黃旭、台灣社造聯盟常務理事盧思岳等人到雲科大請求保留雲旭樓。7月25日，雲林縣政府文化處長張益贍、前文建會主委陳其南、中華民國社區營造學會理事長曾旭正、臺灣大學城鄉所教授陳亮全等前往雲旭樓會勘，並發表支持保留的聲明。7月底，經雲林縣古蹟審議委員前往會勘後，由縣府文化處暫定為古蹟。
2010年8月8日，雲科大告招標要拆雲旭樓。8月19日，審議委員會勘時，已81歲的廖獻璋、校友梁中璋等人聲援，並懸掛「反拆雲旭樓、反拍賣歷史」等布條。當時，立委劉建國、議員蔡岳儒、江文登、周秀月、李建昇等人也到場聲援要求保存。當日隨即召開會議，以「極具9年國教時代背景與歷史意義」為由，將雲旭樓審定為縣定古蹟。8月30日公告，雲旭樓成為雲林縣境第19處古蹟。
2013年9月28日，全國古蹟日，廖獻璋與雲林國中現任校長翁居易、文化處劉銓芝處長、立委劉建國、斗六市長謝淑亞、議員周秀月、龍潭里長關紋順、雲科大文資系教授林明美等人一起在雲旭樓前慶祝保留。

### 活化
2013年6月12日，縣府文化處與雲科大文資所共同發表雲旭樓修復再利用規畫方案報告後，獲縣長蘇治芬承諾籌辦預算，並希望在此設立社區大學。縣府文化觀光處於2019年以約新臺幣2668萬元發包整修，2021年10月主體工程完成修復。縣府計畫利用雲旭樓作為縣史館及縣志編纂籌備處。